# Afro-Aziaat

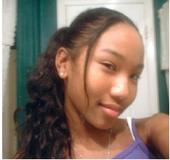
Een Afro-Aziatisch meisje van gemengde Koreaanse en zwart-Afrikaanse afkomst

Met Afro-Aziaten worden voornamelijk mensen van gemengde Sub-Sahara Afrikaanse en Aziatische afkomst aangeduid. De term wordt ook wel gebruikt voor in Azië wonende zwarten. Door de Afrikaanse en Aziatische diaspora's zijn Afro-Aziaten over de hele wereld verspreid. Het merendeel van de Afro-Aziaten woont echter op het Amerikaanse continent.